# Porjus kyrka
Porjus kyrka är en kyrkobyggnad i Porjus i Luleå stift. Den är församlingskyrka i Jokkmokks församling.

## Kyrkobyggnaden
Kyrkan uppfördes ursprungligen som manskapsbarack och överlämnades 1928 till kyrkliga ungdomskretsen i Porjus. På initiativ av komminister Axel Löfqvist byggdes den om till kyrka. 1957 genomfördes en restaurering då kyrkorummet fick en ny interiör. Kyrkobyggnaden är av trä och består av ett rektangulärt långhus. Ytterväggar och yttertak är täckta med mörkbruna spån. Kyrkorummet har ett golv av trä och en fast bänkinredning i slutna kvarter. Korgolvet ligger ett trappsteg högre än övriga kyrkorummet. Innertaket är ett tredingstak. Innerväggar och innertak är klädda med ljusbrun träpanel.
På en kulle strax öster om kyrkan finns en fristående klockstapel uppförd 1921.

## Inventarier
- Dopfunten är av krysshamrad granit.
- Ett krucifix i skuret omålat trä hänger över altaret.
- En oljemålning av Syster Marianne föreställer Maria med Jesusbarnet i fjällmiljö.

### Webbkällor
- anläggningspresentation
- byggnadspresentation
- Länsstyrelsen i Norrbottens län[död länk]